# Pâtes au four
Les pâtes au four (en italien : pasta al forno) constituent un plat à base de pâtes typiquement italien. Ce plat, qui s'apparente à un gratin, est en général plutôt un piatto unico en Italie, ou un primo piatto puisqu'il comporte des pâtes.
Pour cette recette, on utilise de grosses pâtes (conchiglies, rigatonis, manicottis, penne…), de la courgette, du pâtisson ou de l'aubergine, de la purée de tomates (passata), des tomates entières (fraîches ou en boîte), de l'oignon, de l’ail, du basilic (ou de l’origan sec), du cumin, du sucre en poudre, de la mozzarella râpée, de l'huile d’olive, du sel et du poivre.

## Exemples
- Les lasagnes
- Les rotelle al forno (pâtes en forme de roue à rayon)